# Michael Thwaites
Michael Rayner Thwaites (* 30. Mai 1915 in Brisbane; † 1. November 2005 in Canberra) war ein australischer Gelehrter, Lyriker, Geheimagent und Aktivist der Moral-Re-Armament-Bewegung.

## Leben
Thwaites besuchte in seiner Geburtsstadt die Geelong Grammar School, eine der angesehensten Schulen des Landes. 1937 schloss er sein Studium an der University of Melbourne ab. An der University of Oxford war er Rhodes-Stipendiat. 1938 wurde ihm für sein Werk Milton Blind der Newdigate Prize zugesprochen, 1940 zeichnete Georg VI. ihn mit der King’s Gold Medal for Poetry aus. Thwaites war der erste Australier, dem diese beiden Ehrungen zuteilwurden; bis heute ist er der einzige australische Newdigate-Preisträger.
Im Zweiten Weltkrieg meldete sich Thwaites freiwillig zur Royal Navy und diente als Offizier in einer Reserveeinheit. 1999 schilderte er in Atlantic Odyssey seine Erinnerungen an die Einsätze auf dem Geleitschiff eines Zerstörers bei der U-Jagd. Nach Kriegsende kehrte nach Oxford zurück, um seine Studien zu beenden. 1947 wurde er Dozent für Englische Sprache an der University of Melbourne.
Obwohl Thwaites bisher keine Erfahrung mit Geheimdienstarbeit gemacht hatte, wurde er 1950 von dessen Direktor Charles Spry für den Australian Security Intelligence Organization (ASIO) angeworben. Dies entsprach der Rekrutierungspraxis der 1950er-Jahre, die dem ASIO die Kritik einbrachte, universitäre Seilschaften auszunutzen. Dessen ungeachtet erwies sich Thwaites als hervorragender Geheimdienstmitarbeiter.
1954 spielte er eine Schlüsselrolle, als der sowjetische Diplomat und Spion Wladimir Michailowitsch Petrow auf die australische Seite überlief und damit die Petrow-Affäre auslöste. Thwaites führte die Verhöre und verbrachte später 18 Monate mit Petrow und dessen Frau Evdokia in einem ASIO-Schutzquartier in Sydney. Er bestand auch später immer darauf, dass Petrow sich selbst zur Enttarnung entschlossen hatte und der Zeitpunkt nicht die Wahl zum Repräsentantenhaus beeinflussen sollte, wie es der ALP-Vorsitzende Herbert Vere Evatt damals behauptete; dies glauben bis heute viele Australier. Ebenso blieb Thwaites bei seiner Meinung, Petrow sei im Zusammenhang mit dem Kalten Krieg eine wichtige Quelle gewesen, die die Namen von ungefähr 600 weltweit operierenden sowjetischen Geheimagenten geliefert habe. Daraus entstand das Werk Truth Will Out: ASIO and the Petrovs. Thwaites verfasste als Ghostwriter auch Petrows Autobiografie Empire of Fear.
Im Jahr 1971 verließ Thwaites den ASIO und wurde Assistent der Australischen Parlamentsbibliothek. Dieses Amt erlaubte ihm, sich mehr der Dichtung zu widmen, die immer sein bevorzugtes Genre gewesen war. Seine bekanntesten Gedichte sind The Jervis Bay, The Prophetic Hour und Message to My Grandson. Seine gesammelten Werke von 1932 bis 2004 erschienen unter dem Titel Unfinished Journey. Gemeinsam mit seiner Frau Honor verfasste er die patriotische Hymne For Australia auf eine Melodie des englischen Komponisten Henry Purcell.
2002 wurde Thwaites zum Offizier des Order of Australia erhoben. Er war Ehrenmitglied des Trinity College von Melbourne.

## Werke (Auswahl)
- Milton Blind. Oxford 1938
- The Jervis Bay, and other Poems. New York 1942
- Poems of war and peace. Melbourne/Canberra 1968
- Truth will out: ASIO and the Petrovs. Sydney 1980. ISBN 0-00-216439-6
- The honey man, and other poems. Braddon 1989. ISBN 0-9591339-4-1
- Atlantic odyssey. Oxford 1999. ISBN 1-900312-35-2
- Unfinished journey: Collected Poems. Charnwood 2004. ISBN 1-74027-249-8